# Печине
Печине (на словенски: Pečine) е село в Словения, регион Горишка, община Толмин. Според Националната статистическа служба на Република Словения през 2015 г. селото има 149 жители.